# Dušica Nemanjić
Dušman Nemanjić (c. 1308-1314/1321) fue un príncipe serbio e hijo del rey Esteban Dečanski, quien junto con su padre fue exiliado a Constantinopla en 1314. A menudo se lo identificaba con su hermano Esteban Dušan debido a la mención de la forma diminuta «Dušica» en lugar del nombre del futuro emperador serbio por el arzobispo Danilo II de Serbia.

## Biografía

### Nombre
La historiografía más antigua, refiriéndose a las palabras del arzobispo Danilo II de Serbia, es decir, su sucesor que insertó la rebelión de Esteban Dečanski en las Vidas del rey Esteban Milutin, consideró que Dušman era el hijo menor de Dečanski llamado «Dušica». Sin embargo, las ediciones más antiguas de la antología de Danilo mencionan «Dušman y Dušica». Encontramos tal denominación de los hijos de Dečanski en todas las genealogías y crónicas. Dejan Ječmenica aclaró que «Dušica» es de hecho un diminutivo de Esteban Dušan, el hijo menor de Dečanski que sería coronado rey de Serbia en 1331 y emperador de Serbia en 1346. Dušman, quien siempre fue mencionado antes que Dušan, era el hermano mayor.

### Orígenes
Dušman era el hijo del rey serbio Esteban Dečanski y Teodora Smilets de Bulgaria. Por lo general, se supone que Teodora se casó con Dečanski alrededor de 1306. El arzobispo Danilo describe el matrimonio de su padre poco antes de que Milutin le asignara la región Zeta para que la administrara. Como hoy, gracias a la carta del rey Milutin a la abadía de Ratac, se sabe que Dečanski llegó a la administración en Zeta en marzo de 1306, el nacimiento de Dušman debe ubicarse en el período poco después de este evento, y ciertamente antes de 1308, cuando se considera que nació Dušan. Además, Dušman y Dušan estaban en su «segunda juventud» cuando fueron exiliados a Constantinopla. Estos años incluyen edades entre cinco y catorce años, lo que confirma que Dušman nació entre 1306 y 1308.

### Exilio en Constantinopla
Dušman, junto con su padre y su hermano, fue exiliado a Constantinopla después de la fallida rebelión de su padre contra su abuelo. Según Radoslav Grujić, Teodora se quedó en Serbia. Dečanski fue alentado a rebelarse por los nobles de Zeta. Se supone que el motivo de la rebelión era la renovación de la disposición del acuerdo de Deževa de que Milutin debería ser sucedido por Vladislav, el hijo de su hermano Dragutin, lo que hizo que Dečanski se retirara como posible heredero del trono serbio. Después de la rebelión fallida, Dečanski fue cegado y exiliado a Constantinopla, con el yerno de Milutin, Andrónico II Paleólogo, según el arzobispo Danilo y Gregorio Tsamblak. Tsamblak escribió que Dečanski se quedó en el monasterio de Pantocrátor. Los biógrafos no dejaron más datos sobre la estancia de los hijos de Dečanski en Constantinopla. .

### Muerte
Esteban Dečanski regresó a Serbia con un hijo, Dušan, a quien Milutin mantuvo como rehén después de darle a su hijo la administración de la región de Budimlja. El hijo mayor, Dušman, murió en Constantinopla. Guillaume Adam, el arzobispo de Bar, que en 1332 compiló un documento dedicado a la idea de cruzada del rey francés, por lo demás era un fuerte opositor de la Casa de Nemanjić, nos cuenta la historia de cómo Esteban Dečanski mató a su propio hijo después de encontrar que su padre no estaba completamente ciego. Sin embargo, no se puede confiar plenamente en el testimonio de Guillaume Adam, y la declaración sobre la muerte de Dušman también debe cuestionarse.